# 5588 Дженнабель
5588 Дженнабель (5588 Jennabelle) — астероїд головного поясу, відкритий 23 вересня 1990 року.
Тіссеранів параметр щодо Юпітера — 3,283.